# Rolf Wirtén
Rolf Wirtén (4 de maio de 1931) é um político sueco que ocupou vários cargos ministeriais, incluindo o de ministro da economia e do orçamento nas décadas de 1970 e 1980.

## Biografia
Wirtén nasceu no dia 4 de maio de 1931. Ele era membro dos liberais. Em 1978 foi nomeado ministro da igualdade de género e ministro da imigração. Além disso, foi ministro do trabalho entre 1978 e 1980 no governo liderado pelo primeiro-ministro Thorbjörn Fälldin. Em 1980 Wirtén foi nomeado ministro do orçamento e no ano seguinte foi novamente nomeado ministro da economia no governo liderado por Thorbjörn Fälldin. Durante o seu mandato, a Suécia sofreu uma desvalorização em 1981. Ele relatou que, enquanto servia como ministro, a política económica sueca havia sido desenvolvida com base em princípios keynesianos.
Em 1997, Wirtén foi o chefe de uma comissão que investigou alegações sobre diamantes de judeus roubados pelos nazis e contrabandeados para a Suécia.